# Nicolas Moog
Pour les articles homonymes, voir Moog (homonymie).
Nicolas Moog, né le 9 août 1978 à Metz, est un musicien, auteur et dessinateur de bande dessinée français.

## Biographie
Nicolas Moog débute en 1999 dans le fanzine Le Martien. Il participe à divers fanzines (Hôpital brut) et revues de bande dessinée (Spirou, Ferraille, etc.) avant de connaître une première publication en 2004 aux Requins Marteaux.
Il collabore par la suite à la revue Jade, à La Revue Dessinée et verra plusieurs planches paraître dans le mensuel Fluide Glacial en 2019.
Il est également musicien (chant, guitare, banjo, contrebasse, contrebassine, percussions) au sein de plusieurs formations de neo-blues telles que Thee Verduns, et se produit régulièrement sur scène en Europe et aux États-Unis d'Amérique.

## Œuvres publiées

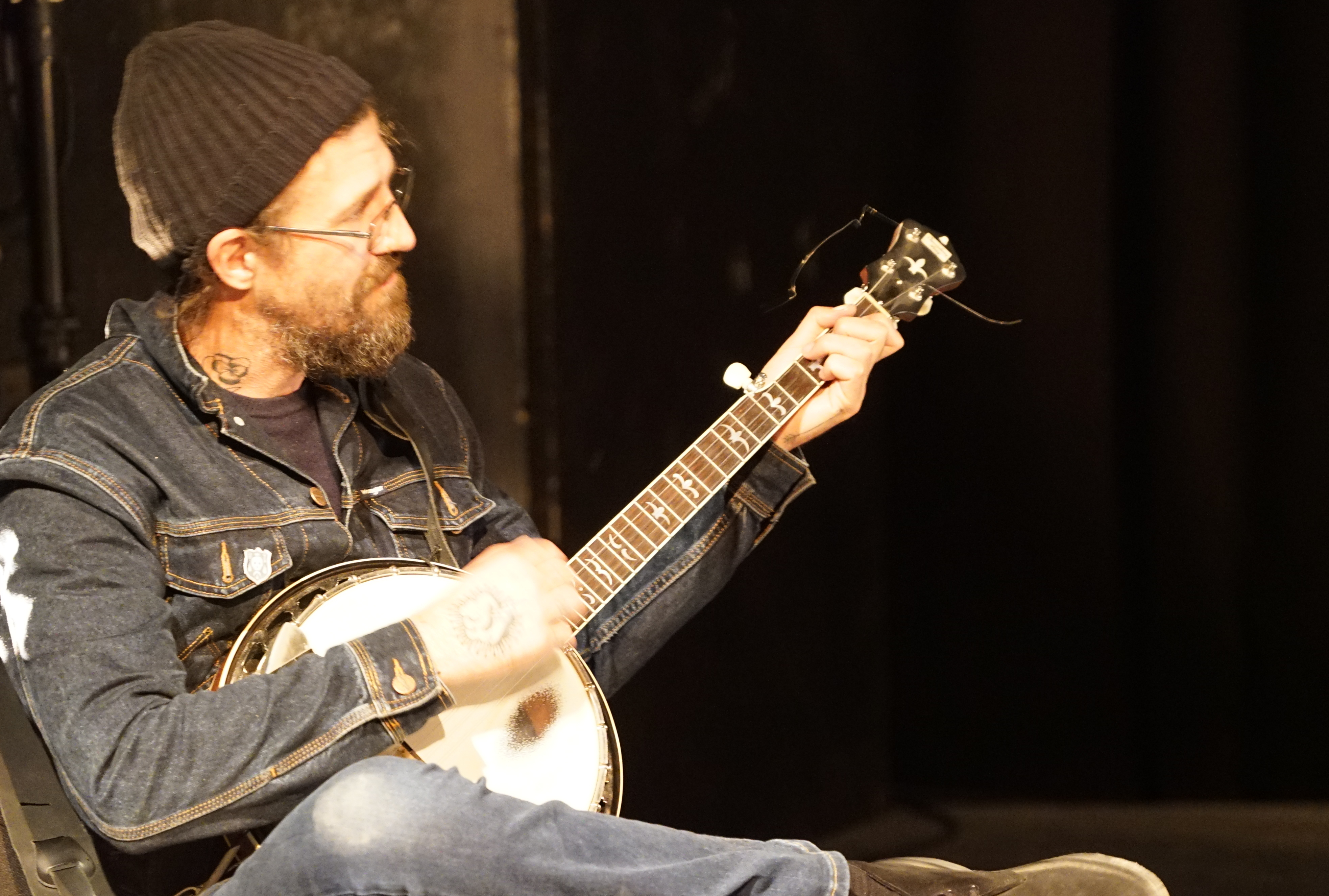
Au banjo.

- La Chronique, Les Requins Marteaux, coll. « Comix », 2004.  (ISBN 2-84961-002-X).
- Rose et les tatoués, 6 pieds sous terre, coll. « Lépidoptère », 2007.  (ISBN 9782352120001).
- L'amour tarde à Dijon, (Le Poulpe (bande dessinée)), d'après le roman de Jacques Vallet, 6 pieds sous terre, coll. « Céphalopode », 2008.  (ISBN 978-2-35212-041-4).
- My American Diary, 6 pieds sous terre, 2009.  (ISBN 978-2-35212-051-3).
- La Mort n'est pas une excuse, préface de Marc Villard, 6 pieds sous terre, 2010.  (ISBN 978-2-35212-057-5).
- June, 6 pieds sous terre, coll. « Blanche », 2011.  (ISBN 978-2-35212-079-7).
- Retour à Sonora, 6 pieds sous terre, 2013.
- Face B, (avec Arnaud Le Gouëfflec), La revue dessinée, 2015.
- Qu'importe la mitraille (avec Matthias Lehmann), 6 pieds sous terre, 2016.  (ISBN 978-2-35212-123-7)
- En roue libre (avec Gilles Rochier et Jiip Garn), Casterman, 2018.
- La vengeance de Croc-en-jambe (avec Matthias Lehmann), Fluide Glacial, 2019.  (ISBN 978-2-37878-244-3)
- La Face Cachée (avec Jean-Luc Navette, Val l'Enclume, Matthias Lehmann et Jiip Garn), édité par la Face Cachée, 2019.  (ISBN 979-10-699-2914-2)
- Underground - Rockers maudits & Grandes prêtresses du son avec Arnaud Le Gouëfflec chez Glénat, 2021.
- Vivre libre ou mourir - Punk & Rock alternatif en France 1981-1989 avec Arnaud Le Gouëfflec, préface de Loran des Bérurier Noir, chez Glénat, 2024.
- Underground 2 - Derviches tourneuses & Punks cosmiques avec Arnaud Le Gouëfflec chez Glénat, 2025.